# نهى عبد ربه
نهى عبد ربه (مواليد 2 يناير 1987) هي لاعبة تايكوندو مصرية، مثّلت مصر في دورة بكين 2008.

## المشاركة الأولمبية

### بكين 2008
| الرياضِيّة    | الحدث   | دور الـ16               | ربع النهائي      | نصف النهائي      | إعادة التأهيل                  | الميدالية البرونزية                | النهائي          | النهائي |
| الرياضِيّة    | الحدث   | المنافِسَة النتيجة        | المنافِسَة النتيجة | المنافِسَة النتيجة | المنافِسَة النتيجة               | المنافِسَة النتيجة                   | المنافِسَة النتيجة | الترتيب |
| ----------- | ------- | ----------------------- | ---------------- | ---------------- | ------------------------------ | ---------------------------------- | ---------------- | ------- |
| نهى عبد ربه | +67 كجم | سوليم (النرويج) · خ 3–9 | لم تتأهل         | لم تتأهل         | تشي تشو تشان (ماليزيا) · ف 5–1 | ستيفنسون (بريطانيا العظمى) · خ 1–5 | لم تتأهل         | 5       |

## روابط خارجية
- نهى عبد ربه على موقع TaekwondoData.com (الإنجليزية)
- نهى عبد ربه على موقع اللجنة الأولمبية الدولية (الإنجليزية)
- نهى عبد ربه على موقع أوليمبيديا (الإنجليزية)